# Италия на «Евровидении-2019»
Италия в 2019 году приняла участие в конкурсе песни «Евровидение 2019», который состоялся в Израиле в городе Тель-Авив. Это был 45-й раз участия Италии в конкурсе. Исполнитель был отобран специальной комиссией из числа участников 
фестиваля Сан-Ремо 2019 года, а песня выбиралась самим исполнителем. В качестве представителя Италии был выбран Мамуд с песней «Soldi». В финале 16 мая Мамуд занял 2-е место с 472 баллами. Италия, таким образом, в десятый раз с 1956 года вошла в Топ-3.

## Предыстория участия
Италия дебютировала на Евровидении в 1956 году — уже на первом конкурсе песни, организованном Европейским вещательным союзом. С момента первого участия по 2019 год Италия участвовала сорок четыре раза. За данный период Италия дважды побеждала в конкурсе: в 1964 году с песней «Non ho l’étà» в исполнении Джильолы Чинкветти и в 1990 году с песней «Insieme: 1992» в исполнении Тото Кутуньо.
С 1998 по 2010 год Италия отказывалась от участия в конкурсе. В 2011 году Италия вернулась с песней «Follia d’amore» в исполнении Рафаэля Гуалацци и заняла второе место. В 2018 году Эрмал Мета и Фабрицио Моро получили 308 баллов и заняли пятое место с песней «Non mi avete fatto niente».
Итальянская национальная телерадиовещательная компания Radiotelevisione italiana (RAI) транслирует мероприятие на территории Италии и организует процесс отбора для участия в конкурсе. 5 октября 2018 года канал подтвердил участие Италии в конкурсе «Евровидение-2019».

## Национальный отбор

### Выбор исполнителя
20 ноября 2018 года итальянская телекомпания RAI подтвердила, что исполнитель, который будет представлять Италию на конкурсе песни «Евровидение-2019», будет выбран из числа артистов, выступивших на музыкальном фестивале в Сан-Ремо в 2019 году. Согласно регламенту, победитель фестиваля получает право представлять Италию на Евровидении, однако в случае, если артист не может выступить или отказывается от предложения, организаторы мероприятия оставляют за собой право выбрать другого участника на основе своих критериев. Конкурс проходил с 5 по 9 февраля 2019 года. Победитель должен был быть выбран в последний день фестиваля.
Всего в соревновании приняли участие двадцать четыре артиста, в том числе Il Volo, которые представляли Италию на конкурсе в 2015 году; два участника (Эйнар Ортиз и Мамуд) были выбраны из отдельной категории конкурса «Sanremo Newcomers», который проводился в декабре 2018 года.
| Исполнитель                                                  | Песня                                                                | Создатели песен |
| ------------------------------------------------------------ | -------------------------------------------------------------------- | --- |
| Акилле Лауро итал. Achille Lauro                             | «Роллс-Ройс» итал. Rolls Royce                                       | Текст: Акилле Лауро, Давиде Петрелла Музыка: Даниэле Дэйзи, Даниэле Мунгай, Эдоардо Маноцци                                     |
| Анна Татанджело итал. Anna Tatangelo                         | «Наши души ночью» итал. Le nostre anime di notte                     | Текст и музыка: Лоренцо Виццини                                                                                                 |
| Ариза итал. Arisa                                            | «Мне хорошо» итал. Mi sento bene                                     | Текст: Маттео Буццанка, Лоренцо Виццини, Ариза Музыка: Алессандра Флора, Маттео Буццанка, Лоренцо Виццини                       |
| Boomdabash                                                   | «На миллион» итал. Per un milione                                    | Текст: Федерика Аббате, Cheope, Рокко Хант, Анджело Чистернино Музыка: Cheope, Takagi, Ketra, Рокко Хант                        |
| Даниеле Сильвестри итал. Daniele Silvestri                   | «Ртуть» итал. Argentovivo                                            | Текст и музыка: Даниеле Сильвестри                                                                                              |
| Эйнар Ортиз итал. Einar Ortiz                                | «Новые слова» итал. Parole nuove                                     | Текст: Тони Майэлло Музыка: Тони Майэлло, Энрико Пальмоси, Никола Маротта                                                       |
| Энрико Ниджотти итал. Enrico Nigiotti                        | «Дедушка-Голливуд» итал. Nonno Hollywood                             | Текст и музыка: Энрико Ниджотти                                                                                                 |
| Ex-Otago                                                     | «Просто песня» итал. Solo una canzone                                | Текст и музыка: Маурицио Каруччи, Симоне Бертуччини, Ольмо Мартеллаччи, Франческо Баччи                                         |
| Федерика Карта и Shade итал. Federica Carta e Shade          | «Не делая этого специально» итал. Senza farlo apposta                | Текст: Джакопо Этторе, Shade Музыка: Джакомо Роджа                                                                              |
| Франческо Ренга итал. Francesco Renga                        | «Жду, что ты вернешься» итал. Aspetto che torni                      | Текст: Bungaro, Франческо Ренга, Чезаре Чодо, Ракеле Музыка: Bungaro, Чезаре Чодо, Джакомо Рунко                                |
| Ghemon                                                       | «Пурпурные розы» итал. Rose viola                                    | Текст: Ghemon Музыка: Стефано Тоньино                                                                                           |
| Il Volo                                                      | «Музыка, которая остается» итал. Musica che resta                    | Текст: Антонелло Кароцца, Паскуале Маммаро, Эмилио Мунда, Джанна Наннини, Пьеро Ромителли Музыка: Эмилио Мунда, Пьеро Ромителли |
| Ирама итал. Irama                                            | «Девушка с оловянным сердцем» итал. La ragazza con il cuore di latta | Текст: Ирама, Джузеппе Колоннелли Музыка: Ирама, Андреа Дебернарди, Джулио Ненна                                                |
| Лоредана Берте итал. Loredana Bertè                          | «Что ты ожидаешь от меня» итал. Cosa ti aspetti da me                | Текст и музыка: Гаэтано Куррери, Джерардо Пулли, Пьеро Ромителли                                                                |
| Франческо Мотта итал. Francesco Motta                        | «Где ты, Италия?» итал. Dov'è l'Italia                               | Текст и музыка: Франческо Мотта                                                                                                 |
| Мамуд итал. Mahmood                                          | «Деньги» итал. Soldi                                                 | Текст: Мамуд Музыка: Чарли Чарльз, Дарио Файни, Мамуд                                                                           |
| Negrita                                                      | «Дети в порядке» итал. I ragazzi stanno bene                         | Текст и музыка: Паоло Бруни, Лоренцо Чилембрини, Франческо Барбаччи                                                             |
| Нек итал. Nek                                                | «Я буду готов» итал. Mi farò trovare pronto                          | Текст и музыка: Нек, Лука Кьяравалли, Паоло Антоначчи                                                                           |
| Нино Д’Анджело и Ливио Кори итал. Nino D'Angelo e Livio Cori | «Другой свет» итал. Un'altra luce                                    | Текст: Нино Д’Анджело, Ливио Кори Музыка: Нино Д’Анджело, Ливио Кори, Big Fish, Франческо Фольяно, Марио Фраккьолла             |
| Паола Турчи итал. Paola Turci                                | «Последнее препятствие» итал. L'ultimo ostacolo                      | Текст: Паола Турчи, Стефано Марлетта, Лука Кьяравалли Музыка: Эдвин Робертс, Лука Кьяравалли                                    |
| Патти Право и Briga итал. Patty Pravo e Briga                | «Немного похоже на жизнь» итал. Un po' come la vita                  | Текст: Цибба, Марко Реттани, Диего Кальветти, Briga Музыка: Цибба, Марко Реттани, Диего Кальветти, Лука Ленори                  |
| Симоне Кристикки итал. Simone Cristicchi                     | «Позаботься обо мне» итал. Abbi cura di me                           | Текст: Симоне Кристикки, Никола Бруниальти Музыка: Симоне Кристикки, Габриэле Ортенци                                           |
| Ультимо итал. Ultimo                                         | «Твои особенности» итал. I tuoi particolari                          | Текст и музыка: Ультимо |
| The Zen Circus                                               | «Любовь - диктатура» итал. L'amore è una dittatura                   | Текст и музыка: The Zen Circus                                                                                                  |

### Финал

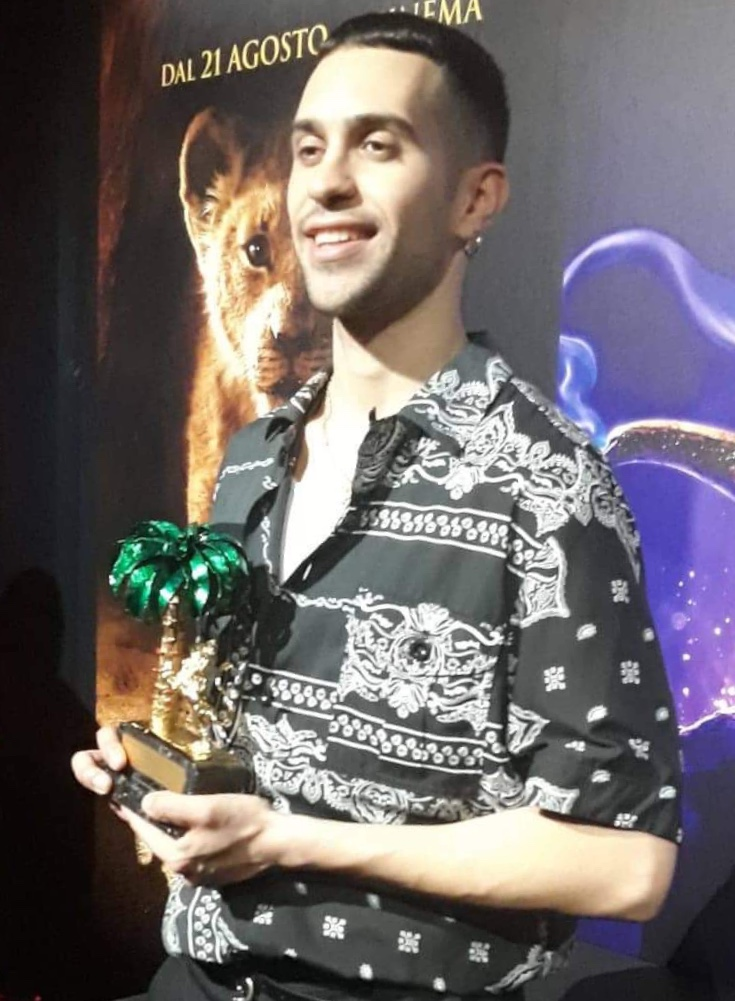
Мамуд с наградой «Золотой лев», полученной за первое место на музыкальном фестивале в Сан-Ремо.

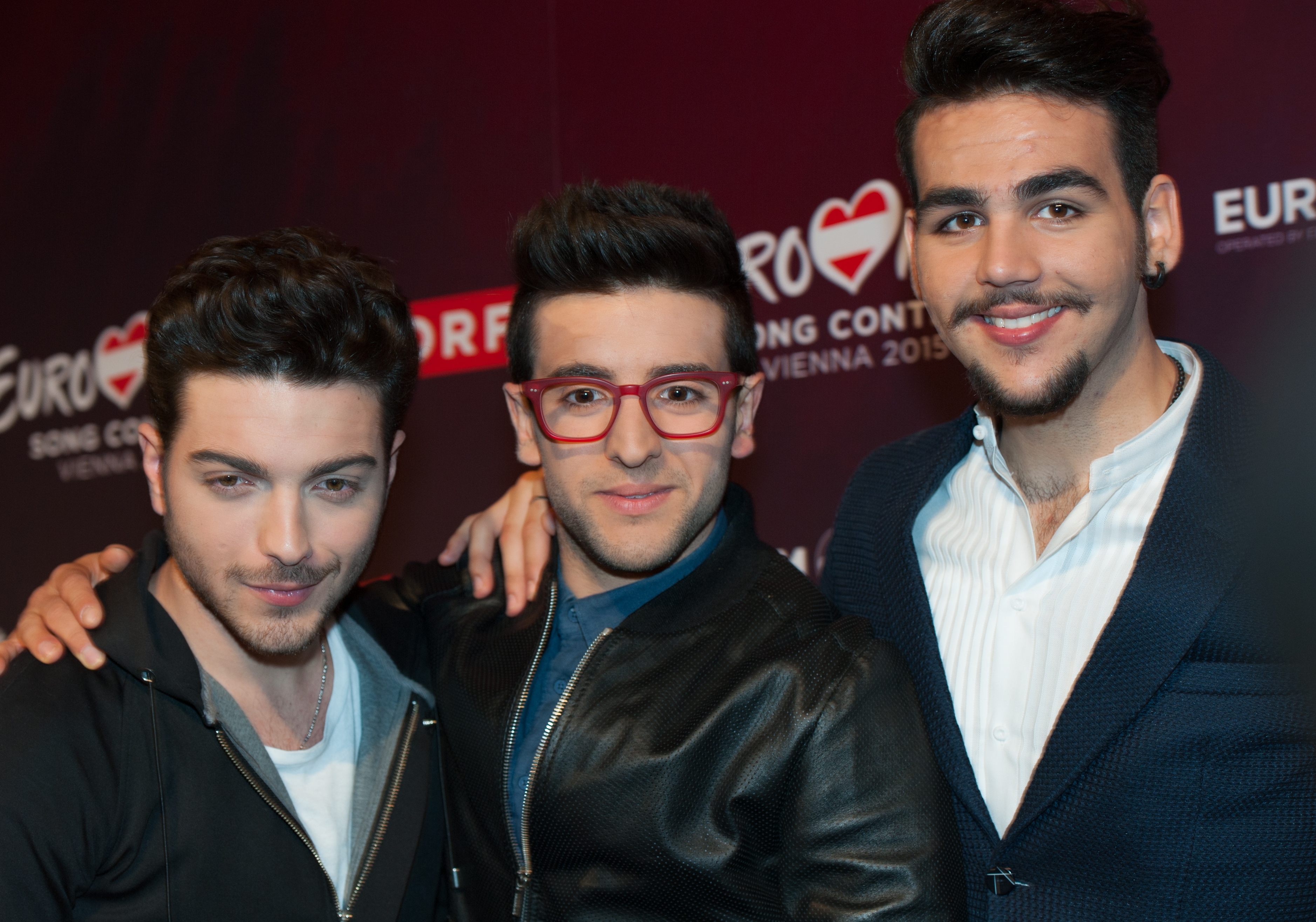
Il Volo, занявшие 3-е место.

8 февраля сайт, посвященный новостям о Евровидении, Wiwibloggs провёл опрос под названием «Кто должен выиграть фестиваль Сан-Ремо в 2019 году?». Всего проголосовало 2 291 человек. Больше всего баллов получили Il Volo (23.13%; 530 голосов). На втором месте расположился Ирама (17,42%; 399 голосов), на третьем месте — Мамуд (11.79%; 270 голосов). Далее следовали Ультимо (10.13%; 232 голосов), Лоредана Берте (4.54%; 104 голосов), Нек (3.75%; 86 голосов), Симоне Кристикки (2.71%; 62 голосов), Федерика Карта и Shade (2.05%; 47 голосов), Эйнар Ортиз (1.62%; 37 голосов), Даниеле Сильвестри (1.53%; 35 голосов), The Zen Circus (1.40%; 32 голосов), Паола Турчи (1.31%; 30 голосов), Франческо Мотто (1.22%; 28 голосов), Акилле Лауро (1.18%; 27 голосов), Boomdabash (1.13%; 26 голосов), Энрико Ниджотти (1.09%; 25 голосов), Анна Татанджело (0.96%; 22 голосов), Ex-Otago (0.65%; 15 голосов), Ghemon (0.65%; 15 голосов), Франческо Ренга (0.61%; 14 голосов), Патти Право и Briga (0.44%; 10 голосов), Нино Д’Анджело и Ливио Кори (0.35%; 8 голосов) и Negrita (0.30%; 7 голосов).
9 февраля 2019 года каждый из 24 исполнителей снова исполнил свою песню перед финальным голосованием. В результате общественного телеголосования (50%), голосование пресс-жюри (30%) и голосования экспертного жюри (20%) была выбрана тройка лучших исполнителей. Вскоре было проведено голосование в суперфинале, в результате которого певец Мамуд был объявлен победителем конкурса с песней «Soldi». Во время пресс-конференции, проведённой после финала, Мамуд согласился принять участие в конкурсе. Однако в интервью La Stampa, опубликованном 11 февраля 2019 года, Мамуд заявил, что собирается пересмотреть своё решение в связи с появившейся дополнительной нагрузкой на расписание. 12 февраля 2019 года Мамуд подтвердил своё участие в конкурсе песни «Евровидение», сообщив об этом в своих социальных сетях. Песня «Soldi» стала 4-й песней, содержащей арабский текст после Марокко в 1980, Израиля в 2009 году и Болгарии в 2012 годах.
| Порядковый номер | Исполнитель                                                  | Песня                                                                | Экспертное жюри | Пресс-жюри | Телезрители | Средний балл | Место |
| ---------------- | ------------------------------------------------------------ | -------------------------------------------------------------------- | --------------- | ---------- | ----------- | ------------ | ----- |
| 1                | Даниеле Сильвестри                                           | «Ртуть»                                                              | 2               | 3          | 9           | 5.87%        | 6     |
| 2                | Анна Татанджело итал. Anna Tatangelo                         | «Наши души ночью» итал. Le nostre anime di notte                     | 18              | 18         | 18          | 1.08%        | 22    |
| 3                | Ghemon                                                       | «Пурпурные розы» итал. Rose viola                                    | 5               | 9          | 17          | 3.16%        | 12    |
| 4                | Negrita                                                      | «Дети в порядке» итал. I ragazzi stanno bene                         | 10              | 18         | 21          | 1.55%        | 20    |
| 5                | Ультимо итал. Ultimo                                         | «Твои особенности» итал. I tuoi particolari                          | 7               | 6          | 1           | 12.92%       | 2     |
| 6                | Нек итал. Nek                                                | «Я буду готов» итал. Mi farò trovare pronto                          | 17              | 20         | 24          | 1.49%        | 19    |
| 7                | Лоредана Берте итал. Loredana Bertè                          | «Что ты ожидаешь от меня» итал. Cosa ti aspetti da me                | 6               | 1          | 3           | 10.35%       | 4     |
| 8                | Франческо Ренга итал. Francesco Renga                        | «Жду, что ты вернешься» итал. Aspetto che torni                      | 18              | 17         | 13          | 1.65%        | 15    |
| 9                | Мамуд итал. Mahmood                                          | «Деньги» итал. Soldi                                                 | 1               | 2          | 3           | 13.30%       | 1     |
| 10               | Ex-Otago                                                     | «Просто песня» итал. Solo una canzone                                | 8               | 11         | 16          | 2.58%        | 13    |
| 11               | Il Volo                                                      | «Музыка, которая остается» итал. Musica che resta                    | 21              | 13         | 2           | 9.48%        | 3     |
| 12               | Паола Турчи итал. Paola Turci                                | «Последнее препятствие» итал. L'ultimo ostacolo                      | 9               | 16         | 15          | 2.11%        | 16    |
| 13               | The Zen Circus                                               | «Любовь - диктатура» итал. L'amore è una dittatura                   | 12              | 12         | 19          | 1.75%        | 17    |
| 14               | Патти Право и Briga итал. Patty Pravo e Briga                | «Немного похоже на жизнь» итал. Un po' come la vita                  | 18              | 21         | 22          | 0.85%        | 21    |
| 15               | Ариза итал. Arisa                                            | «Мне хорошо» итал. Mi sento bene                                     | 3               | 4          | 12          | 4.95%        | 8     |
| 16               | Ирама итал. Irama                                            | «Девушка с оловянным сердцем» итал. La ragazza con il cuore di latta | 12              | 10         | 4           | 5.60%        | 7     |
| 17               | Акилле Лауро итал. Achille Lauro                             | «Роллс-Ройс» итал. Rolls Royce                                       | 12              | 7          | 8           | 4.09%        | 9     |
| 18               | Нино Д’Анджело и Ливио Кори итал. Nino D'Angelo e Livio Cori | «Другой свет» итал. Un'altra luce                                    | 21              | 23         | 20          | 0.72%        | 24    |
| 19               | Федерика Карта и Shade итал. Federica Carta e Shade          | «Не делая этого специально» итал. Senza farlo apposta                | 21              | 21         | 11          | 1.52%        | 18    |
| 20               | Симоне Кристикки итал. Simone Cristicchi                     | «Позаботься обо мне» итал. Abbi cura di me                           | 12              | 4          | 5           | 6.01%        | 5     |
| 21               | Энрико Ниджотти итал. Enrico Nigiotti                        | «Дедушка-Голливуд» итал. Nonno Hollywood                             | 12              | 8          | 6           | 3.53%        | 10    |
| 22               | Boomdabash                                                   | «На миллион» итал. Per un milione                                    | 11              | 15         | 10          | 2.55%        | 11    |
| 23               | Эйнар Ортиз итал. Einar Ortiz                                | «Новые слова» итал. Parole nuove                                     | 21              | 23         | 23          | 0.68%        | 23    |
| 24               | Франческо Мотта итал. Francesco Motta                        | «Где ты, Италия?» итал. Dov'è l'Italia                               | 4               | 14         | 24          | 2.23%        | 14    |

| Порядковый номер | Исполнитель          | Песня                                             | Жюри  | Телезрители | Итог  | Место |
| ---------------- | -------------------- | ------------------------------------------------- | ----- | ----------- | ----- | ----- |
| 1                | Ультимо итал. Ultimo | «Твои особенности» итал. I tuoi particolari       | 24.7% | 48.80%      | 35.6% | 2     |
| 2                | Il Volo              | «Музыка, которая остается» итал. Musica che resta | 11.6% | 30.26%      | 25.5% | 3     |
| 3                | Мамуд итал. Mahmood  | «Деньги» итал. Soldi                              | 63.7% | 20.95%      | 38.9% | 1     |

### Реакция
С победой Мамуда, имеющего наполовину египетское происхождение, категорически не согласился министр внутренних дел Маттео Сальвини, заявивший в своём твиттер-аккаунте, что на самом деле должен был выиграть Ультимо. Сам Ультимо, который со своей песней «Твои особенности» занял 2-е место, впоследствии на вопрос журналистов сказал, что проигнорировал этот пост Сальвини и на самом деле рад за Махмута, а сам никогда не претендовал на то, чтобы прийти на конкурс и выиграть его.
Мнение Сальвини разделил и министр экономического развития Луиджи Ди Майо, который посчитал, что Мамуда выбрало «меньшинство», состоящее из «журналистов и радикального шика», а не из «большинства избирателей-домохозяев». Придерживающийся антииммиграционных взглядов президент канала RAI Марчелло Фоа и вовсе призвал изменить систему голосования, «чтобы общественность чувствовала себя представленной», так как существует «явный дисбаланс между народным голосованием и профессиональным жюри, которое состоит из нескольких десятков человек». С ним согласилась председатель партии «Братья Италии» Джорджа Мелони, которая заявила, что нет смысла проводить общественное голосование, если победителя потом всё равно выбирает жюри. Также выбор жюри жёстко раскритиковали журналисты Марио Джордано, Алессандро Морелли и Джанлуиджи Парагоне.
В ответ на данную критику Мамуд отметил, что читает негативные комментарии только когда они носят конструктивный характер. Также он добавил, что является стопроцентным итальянцем, так как родился и вырос в Милане.
На пресс-конференции призёров Il Volo, занявшие третье место, сказали, что приехали на конкурс без каких-либо ожиданий, и для них занять третье место уже считается большой победой. Также они выразили радость за Мамуда и поздравили его.
Тем не менее, были и те, кто поддержали Мамуда. Певица Ариза высказалась так: «Я считаю, что это была честная победа. Я поговорила с ним и поняла, что его песня правдивая, новая и отражает то, что происходит в мире прямо сейчас. Я счастлива, что он победил и желаю ему успехов на Евровидении».
Занявший 6-е место, певец Даниеле Сильвестри поблагодарил всех кто его поддерживал.
Кроме победителя Сан-Ремо, критике подверглись другие участники конкурса. Например, Акилле Лауро с песней «Роллс-Ройс» обвинили в плагиате и пропаганде наркотиков.

## Евровидение

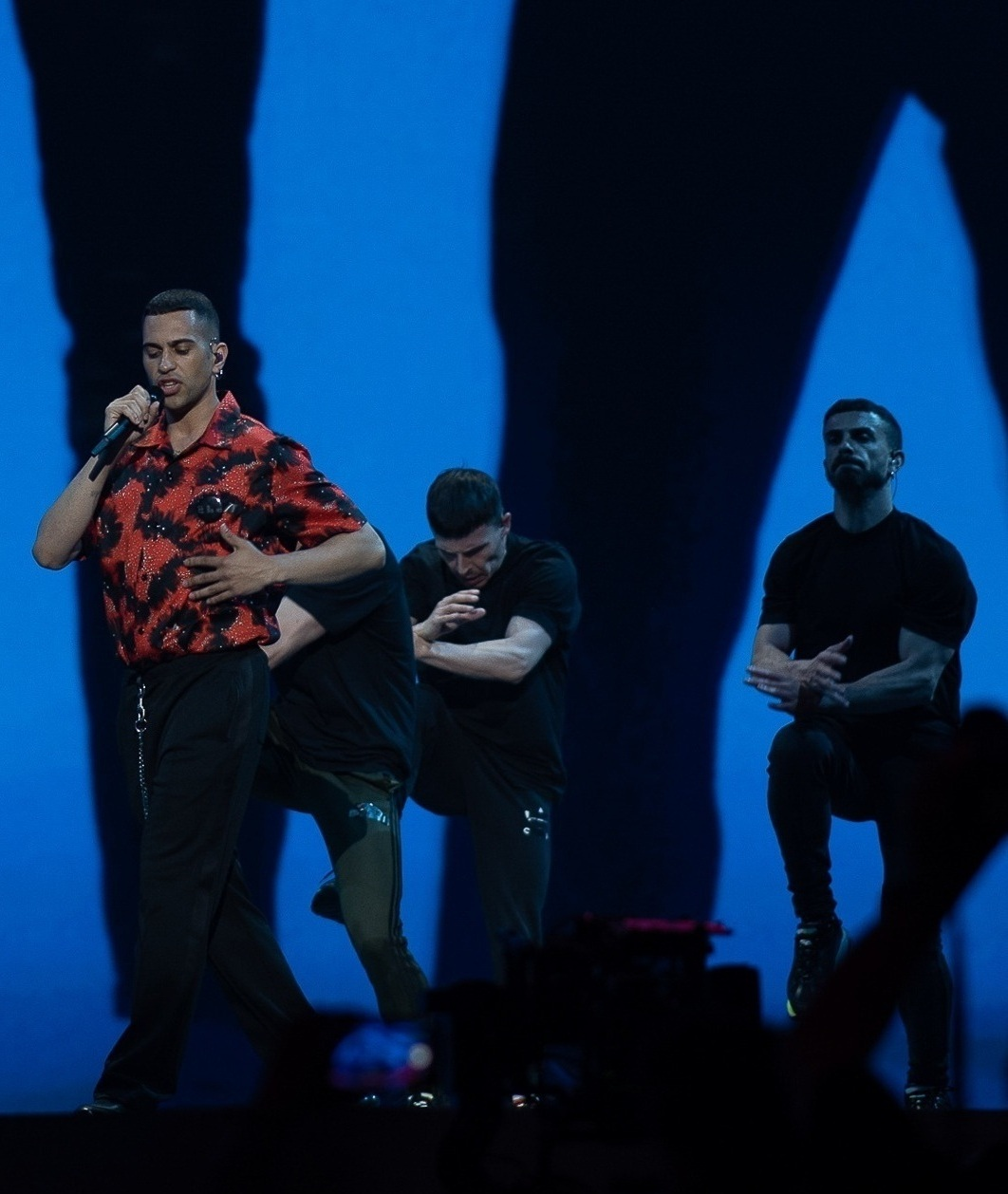
Мамуд на репетиции своего выступления к Евровидению

Конкурс песни Евровидение 2019 проходил в Экспо Тель-Авив в Тель-Авиве, Израиль. 14 и 16 мая было проведено два полуфинала и 18 мая – финал. Согласно правилам Евровидения, все страны, за исключением страны-организатора и «большой пятёрки» (Франция, Германия, Италия, Испания и Великобритания), должны были пройти в один из двух полуфиналов, чтобы бороться за выход в финал. Как член «Большой пятёрки» Италия автоматически вышла в финал.

### Баллы, которые присудила Италия
| Баллы     | Телезрители        | Жюри               |
| --------- | ------------------ | ------------------ |
| 12 баллов | Албания            | Дания              |
| 10 баллов | Румыния            | Мальта             |
| 8 баллов  | Норвегия           | Ирландия           |
| 7 баллов  | Россия             | Северная Македония |
| 6 баллов  | Швейцария          | Азербайджан        |
| 5 баллов  | Молдова            | Латвия             |
| 4 балла   | Азербайджан        | Испания            |
| 3 балла   | Нидерланды         | Албания            |
| 2 балла   | Мальта             | Румыния            |
| 1 балл    | Северная Македония | Австрия            |

| Баллы     | Телезрители | Жюри               |
| --------- | ----------- | ------------------ |
| 12 баллов | Албания     | Дания              |
| 10 баллов | Норвегия    | Северная Македония |
| 8 баллов  | Россия      | Мальта             |
| 7 баллов  | Исландия    | Азербайджан        |
| 6 баллов  | Австралия   | Австралия          |
| 5 баллов  | Нидерланды  | Эстония            |
| 4 балла   | Дания       | Чехия              |
| 3 балла   | Швейцария   | Франция            |
| 2 балла   | Франция     | Швеция             |
| 1 балл    | Азербайджан | Албания            |

В состав итальянского жюри вошли:
- Элизабетта Эспозито – журналистка
- Энни Маццола[итал.] – цифровая артистка
- Мауро Северони – менеджер-звукорежиссер
- Адриано Пеннини – маэстро (член жюри в полуфинале-2)
- Стефания Зиццари – член жюри в финале
- Паоло Бьямонте – журналист

| Порядковый номер | Страна             | Жюри     | Жюри    | Жюри     | Жюри    | Жюри     | Жюри  | Жюри  | Телезрители | Телезрители |
| Порядковый номер | Страна             | Эспозито | Маццола | Северони | Пеннини | Бьямонте | Место | Баллы | Место       | Баллы       |
| ---------------- | ------------------ | -------- | ------- | -------- | ------- | -------- | ----- | ----- | ----------- | ----------- |
| 1                | Армения            | 7        | 8       | 9        | 12      | 12       | 12    |       | 15          |             |
| 2                | Ирландия           | 3        | 9       | 2        | 4       | 1        | 3     | 8     | 16          |             |
| 3                | Молдова            | 12       | 10      | 4        | 11      | 16       | 11    |       | 6           | 5           |
| 4                | Швейцария          | 16       | 12      | 16       | 10      | 11       | 15    |       | 5           | 6           |
| 5                | Латвия             | 2        | 11      | 10       | 5       | 14       | 6     | 5     | 17          |             |
| 6                | Румыния            | 11       | 6       | 7        | 8       | 10       | 9     | 2     | 2           | 10          |
| 7                | Дания              | 1        | 3       | 1        | 3       | 8        | 1     | 12    | 11          |             |
| 8                | Швеция             | 13       | 5       | 12       | 13      | 13       | 13    |       | 14          |             |
| 9                | Австрия            | 14       | 18      | 13       | 14      | 2        | 10    | 1     | 18          |             |
| 10               | Хорватия           | 17       | 17      | 18       | 18      | 17       | 18    |       | 13          |             |
| 11               | Мальта             | 4        | 1       | 3        | 2       | 6        | 2     | 10    | 9           | 2           |
| 12               | Литва              | 8        | 15      | 15       | 16      | 7        | 14    |       | 12          |             |
| 13               | Россия             | 18       | 14      | 11       | 15      | 18       | 16    |       | 4           | 7           |
| 14               | Албания            | 6        | 13      | 6        | 9       | 5        | 8     | 3     | 1           | 12          |
| 15               | Норвегия           | 15       | 16      | 17       | 17      | 15       | 17    |       | 3           | 8           |
| 16               | Нидерланды         | 9        | 7       | 14       | 6       | 3        | 7     | 4     | 8           | 3           |
| 17               | Северная Македония | 5        | 2       | 8        | 1       | 9        | 4     | 7     | 10          | 1           |
| 18               | Азербайджан        | 10       | 4       | 5        | 7       | 4        | 5     | 6     | 7           | 4           |

| Порядковый номер | Страна             | Жюри     | Жюри    | Жюри     | Жюри    | Жюри     | Жюри  | Жюри  | Телезрители | Телезрители |
| Порядковый номер | Страна             | Эспозито | Маццола | Северони | Пеннини | Бьямонте | Место | Баллы | Место       | Баллы       |
| ---------------- | ------------------ | -------- | ------- | -------- | ------- | -------- | ----- | ----- | ----------- | ----------- |
| 1                | Мальта             | 3        | 1       | 2        | 7       | 6        | 3     | 8     | 16          |             |
| 2                | Албания            | 16       | 10      | 6        | 13      | 7        | 10    | 1     | 1           | 12          |
| 3                | Чехия              | 5        | 6       | 17       | 6       | 8        | 7     | 4     | 22          |             |
| 4                | Германия           | 17       | 20      | 19       | 17      | 10       | 18    |       | 25          |             |
| 5                | Россия             | 23       | 21      | 14       | 22      | 24       | 23    |       | 3           | 8           |
| 6                | Дания              | 1        | 3       | 1        | 3       | 1        | 1     | 12    | 7           | 4           |
| 7                | Сан-Марино         | 25       | 25      | 22       | 24      | 25       | 25    |       | 21          |             |
| 8                | Северная Македония | 2        | 2       | 5        | 2       | 3        | 2     | 10    | 12          |             |
| 9                | Швеция             | 7        | 4       | 13       | 5       | 17       | 9     | 2     | 17          |             |
| 10               | Словения           | 20       | 22      | 8        | 20      | 19       | 16    |       | 18          |             |
| 11               | Кипр               | 12       | 19      | 15       | 16      | 20       | 19    |       | 20          |             |
| 12               | Нидерланды         | 11       | 13      | 12       | 15      | 9        | 12    |       | 6           | 5           |
| 13               | Греция             | 24       | 23      | 10       | 18      | 12       | 15    |       | 23          |             |
| 14               | Израиль            | 10       | 14      | 18       | 8       | 13       | 11    |       | 15          |             |
| 15               | Норвегия           | 14       | 15      | 24       | 9       | 15       | 13    |       | 2           | 10          |
| 16               | Великобритания     | 19       | 16      | 20       | 19      | 21       | 22    |       | 24          |             |
| 17               | Исландия           | 21       | 18      | 11       | 25      | 23       | 21    |       | 4           | 7           |
| 18               | Эстония            | 6        | 5       | 9        | 4       | 11       | 6     | 5     | 14          |             |
| 19               | Белоруссия         | 13       | 11      | 23       | 12      | 18       | 14    |       | 19          |             |
| 20               | Азербайджан        | 8        | 7       | 4        | 1       | 5        | 4     | 7     | 10          | 1           |
| 21               | Франция            | 9        | 8       | 7        | 11      | 4        | 8     | 3     | 9           | 2           |
| 22               | Италия             |          |         |          |         |          |       |       |             |             |
| 23               | Сербия             | 15       | 17      | 16       | 21      | 16       | 20    |       | 13          |             |
| 24               | Швейцария          | 18       | 12      | 21       | 14      | 14       | 17    |       | 8           | 3           |
| 25               | Австралия          | 4        | 9       | 3        | 10      | 2        | 5     | 6     | 5           | 6           |
| 26               | Испания            | 22       | 24      | 25       | 23      | 22       | 24    |       | 11          |             |

### Баллы, присуждённые Италии
Финал
| Баллы     | Телезрители                                              | Жюри                                                           |
| --------- | -------------------------------------------------------- | -------------------------------------------------------------- |
| 12 баллов | Хорватия Мальта Испания Швейцария                        | Бельгия Хорватия Германия Мальта Северная Македония Сан-Марино |
| 10 баллов | Австрия Франция Греция Литва Нидерланды                  | Израиль Сербия                                                 |
| 8 баллов  | Албания Бельгия Кипр Израиль Румыния Сан-Марино Словения | Армения Кипр Чехия Франция Словения Швеция                     |
| 7 баллов  | Армения Норвегия Польша Португалия Сербия                | Австрия Белоруссия Греция Венгрия                              |
| 6 баллов  | Азербайджан Германия Исландия                            | Нидерланды Португалия                                          |
| 5 баллов  | Австралия Молдова Черногория                             | Албания Азербайджан Финляндия Швейцария                        |
| 4 балла   | Венгрия Ирландия Швеция                                  | Испания                                                        |
| 3 балла   | Белоруссия Дания Финляндия Латвия Северная Македония     | Исландия Литва Норвегия                                        |
| 2 балла   | Чехия                                                    | Латвия Черногория                                              |
| 1 балл    | Грузия Россия                                            | Дания Ирландия                                                 |

### Финал
В финале 16 мая Мамуд занял 2-е место с 472 баллами. Таким образом, Италия в десятый раз с 1956 года вошла в Топ-3. В ходе проведения конкурса песня получила премию Марселя Безенсона в категории «Премия композитора».
На следующий день после финала Евровидения «Деньги» заняла 34-е место в глобальном дневном чарте Spotify с более чем 1,6 миллионами прослушиваний. Через неделю после Евровидения она стала восьмой по популярности песней на цифровых платформах в Европе.

## Комментарии
1. ↑  Являлся самым высоким результатом на период 1990-2019 гг.[5].
2. ↑  В 2022 году представлял Сан-Марино с песней «Stripper[итал.]» и занял 14-е место из 18 в полуфинале-2[11].
3. ↑  В 2015 году представляли Италию с песней «Grande amore» и заняли 3-е место с 292 баллами[5].
4. ↑  В 2017 году был выбран в качестве президента жюри для выбора представителя Италии на конкурсе[12].
5. ↑  В 2022 году был выбран в качестве жюри для выбора представителя Сан-Марино на конкурсе[13].
6. ↑  В 2022 году совместно с Бланко представляли Италию с песней «Brividi» и заняли 6 место с 268 баллами[5].
7. ↑  В 2022 году выступил
полуфинале-1 во время перерыва вместе с Бенни Бенасси и «Софи и гигантами[итал.][14].